# ليونيل نورييغا
ليونيل نورييغا (بالإسبانية: Leonel Noriega)‏ هو لاعب كرة قدم غواتيمالي في مركز الدفاع، ولد في 10 مايو 1975 في كوبان، غواتيمالا في غواتيمالا. شارك مع منتخب غواتيمالا لكرة القدم. أما مع النوادي، فقد لعب مع Deportivo Marquense ‏.

## وصلات خارجية
- ليونيل نورييغا على موقع قاعدة بيانات كرة القدم.إي يو (الإنجليزية)
- ليونيل نورييغا على موقع ناشيونال فوتبول تيمز (الإنجليزية)
- ليونيل نورييغا على موقع Soccerway.com (الإنجليزية)